# 波尔·迈耶
波尔·迈耶（丹麥語：Poul Mejer，1931年11月2日—2000年1月9日），丹麦男子足球运动员，场上位置是翼锋。他曾入选1960年夏季奥林匹克运动会丹麦男子足球队名单，但并未上场参赛。